# Władysław Strzemiński
Władysław Strzemiński, né le 21 novembre 1893 à Minsk (alors dans l'Empire russe, actuellement en Biélorussie), mort le 28 décembre 1952 à Łódź, est un peintre et théoricien de l'art polonais.
Pionnier de l'avant-garde constructiviste des années 1920-1930, il théorisa l'unisme. Sa pratique d'artiste évolua considérablement jusqu'à la fin des années 1940.

## Œuvre et biographie

### Vie de Władysław Strzemiński
En 1914, il achève ses études à l'École d'ingénieurs du génie militaire. 
Au cours de la Première Guerre mondiale, en 1916, alors qu'il sert comme officier du corps d'ingénieurs, il est très grièvement blessé et amputé d'un bras et d'une jambe. 
Pendant la révolution d'Octobre, en 1918, il assiste aux cours des premiers Ateliers libres d'art d'État (SVOMAS) à Moscou, et prend contact avec Kasimir Malevitch et Vladimir Tatline. Il fait la connaissance de Katarzyna Kobro. En 1919, il commence à travailler au Département des Beaux-Arts (IZO) du Commissariat de l'Éducation Populaire à Minsk. Il devient membre du Conseil d'administration de Moscou pour l'art et l'industrie artistique. En 1919-1920, il travaille avec le Département de l'Éducation du Gouvernement à Smolensk où, avec Katarzyna Kobro, il dirige un atelier artistique (IZO-studio) qui produit, entre autres, des affiches de propagande. Il collabore à la même époque avec Malevitch et le groupe UNOVIS (« L'affirmation du nouveau en art ») de Vitebsk. Strzemiński présente ses travaux constructivistes dans des expositions à Moscou, Riazan et Vitebsk. Katarzyna Kobro et Władysław Strzemiński se sont mariés, d'ailleurs, précisément en 1920.
Dans le contexte de la guerre soviéto-polonaise (février 1919 - mars 1921), en 1921 Strzemiński s'installe à Vilnius et commence à enseigner l'illustration, d'abord dans le cadre des Séminaires de Diplômés Militaires de Lukasinski et plus tard à l'école intermédiaire à Vileïka (Biélorussie). Il épouse Katarzyna Kobro en 1922. En 1922-23 et 1925-26, il travaille avec le périodique Zwrotnica (« Le Lien », 1922-27, associé à un mouvement littéraire d'avant-garde), publiant entre autres articles son Notatki o sztuce rosyjskiej (Notes sur l'art russe - 1922, no 3, 1923, no 4). En 1923, il travaille avec Vytautas Kairiūkštis dans l'organisation de l'exposition de l'art nouveau à Vilnius, qui est en fait le point de départ pour le constructivisme polonais. En 1924 il est le co-organisateur du groupe Block (Bloc) , qui réunit l'avant-garde constructiviste polonaise. Il tente d'organiser l'installation de Malevitch en Pologne, qui n'aboutit pas. En 1926 il collabore avec le groupe d'architectes et de peintres Praesens (1926-1930), et rédige avec Szymon Syrkus « Le présent dans l'architecture et la peinture ».
Entre 1924 et 1926, il enseigne le dessin à Szczekociny et prend un emploi en tant que professeur d'école intermédiaire à Brzeziny. En 1927 il donne des cours au Collège du Commerce et d'Industrie de Koluszki. Il suit sa propre méthode, thématique, qui se rapproche des méthodes du Bauhaus. Ses écrits de 1928 et 1932 précisent ses conceptions pédagogiques.
Il publie aussi « Unizm w malarstwie » (L'unisme en peinture) (1928) et dans les années qui suivent plusieurs autres textes où il précise ses idées sur le plan théorique, dont « Obliczanie rytmu czasoprzestrzennego » (Composition de l'étendue. Évaluation du rythme de l'espace-temps) (1930) avec sa femme, Katarzyna Kobro. 
En 1926, il fait partie du collectif Praesens.

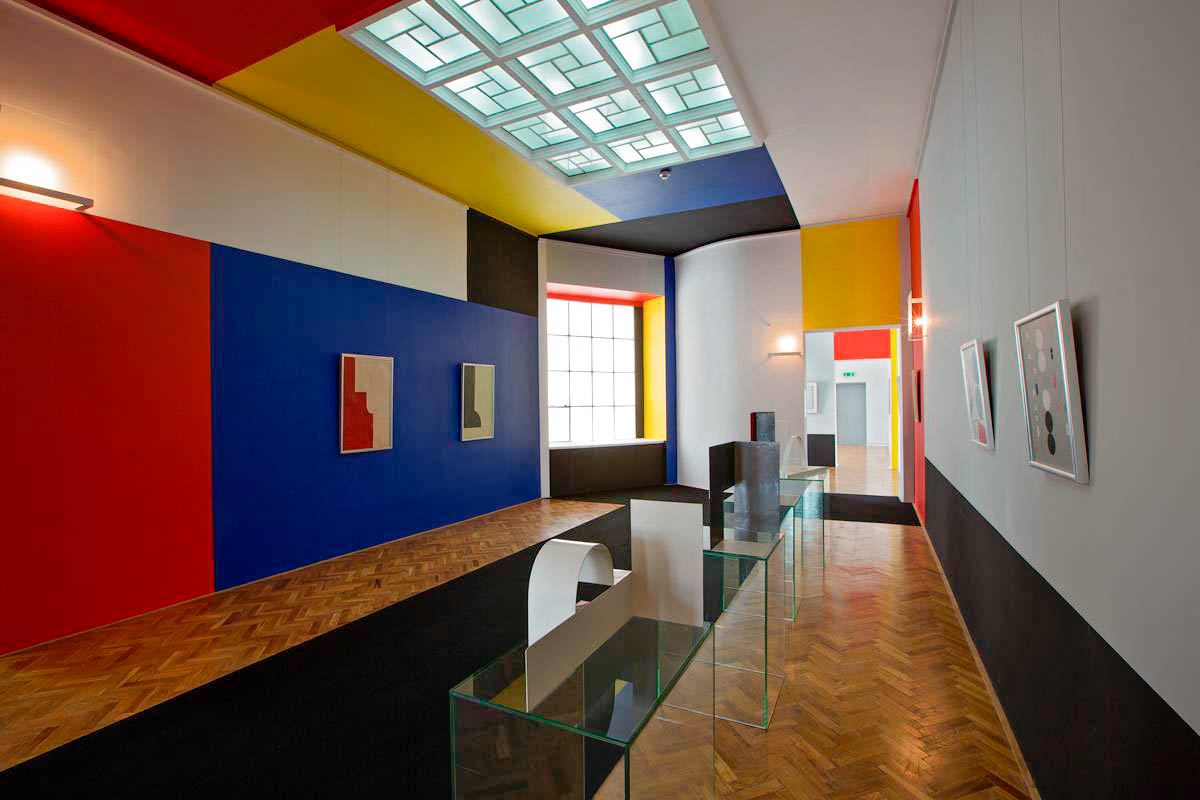
Salle néoplastique, conçue en 1946 par Strzemiński. Muzeum Sztuki, site MS1, Łódź.
à g. Composition architectonique 5b, 1928,
et Composition architectonique 14d, 1929 de W. Strzemiński.

En 1929, avec Katarzyna Kobro et Henryk Stazewski, et les poètes Jan Brzękowski et Julian Przyboś ils créent le groupe a.r. (en polonais : artyści rewolucyjni, awangarda rzeczywista ; l'avant-garde réelle – les artistes révolutionnaires) . Katarzyna Kobro est aussi membre du groupe international Abstraction-Création fondé à Paris en 1931. Dans les années 29-31 le groupe  a.r.  constitue, grâce à des amitiés et en pratiquant des échanges entre artistes, la Collection Internationale d'Art Moderne qui est transmise au Musée Municipal d'Histoire de l'Art de Łódź. Les musées de la ville réorganisent alors profondément leurs collections, et fondent en 1930 le Muzeum Sztuki, dont le cœur est constitué par cette exceptionnelle collection d'art abstrait contemporain. Présentée au public en 1931, elle est la seconde collection muséographique internationale d'art moderne en Europe. Les artistes continuent de l'enrichir jusqu'en 1938. Elle est et reste d'autant plus exceptionnelle qu'elle résulte de choix d'artistes.
En 1931, Strzemiński vit donc à Łódź où il s'active dans l'Union des artistes plasticiens polonais (ZPAP). Il enseigne la typographie dans une école technique. En 1932, il reçoit le prix de la ville de Łódź. En 1945, il devient maître de conférences à l'École nationale supérieure des arts plastiques de Łódź dont il est l'un des fondateurs. La même année, il lègue sa collection au Muzeum Sztuki de Łódź. W. Strzemiński et K. Kobro vivent à Łódź pendant toute l'Occupation allemande dans des conditions très difficiles  — les sculptures de Katarzyna, restées dans l'atelier, ont presque toutes été détruites, considérées comme « art dégénéré » par les nazis.
En 1946 il dessine la salle néoplasique du Muzeum Sztuki. En 1947-48 il fait réaliser par un atelier de menuiserie du musée de Łódź tout un ensemble de mobilier de formes et de couleurs néoplastiques. On trouve ainsi, dans la salle néoplasique, du mobilier qui rappelle ce type de production réalisé dans le cadre de De Stijl. La situation se retourne très vite ensuite avec la établissement de la République populaire en Pologne en 1946, avec la brutale répression qui se déroule sur ordre de Staline, surtout après 1947, et qui touche des Polonais de tous ordres, jusqu'aux cadres du Parti ouvrier polonais, comme Władysław Gomułka, arrêté en 1951.

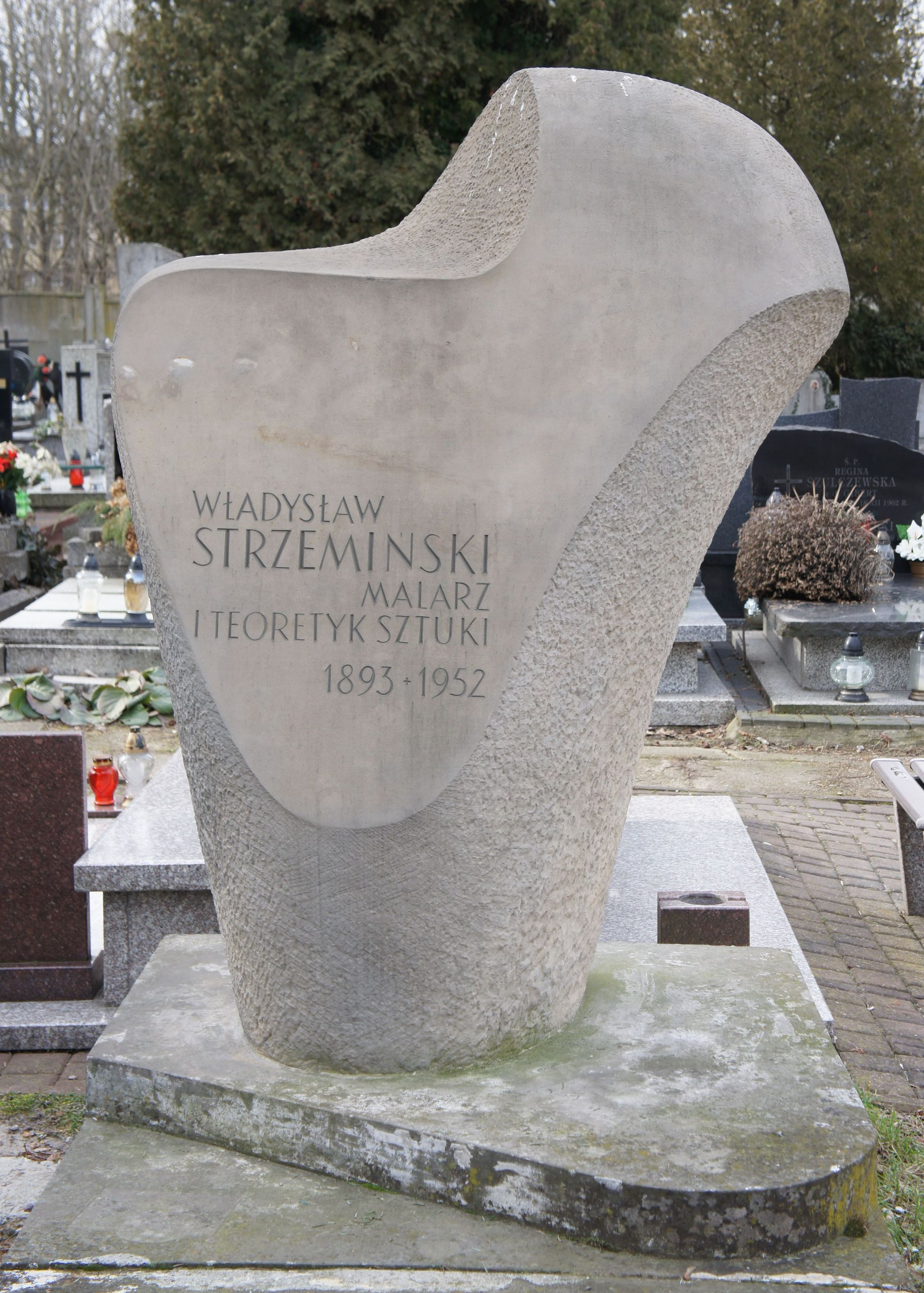
La tombe de Strzemiński.

En 1950, Władysław Strzemiński est licencié de l'École nationale supérieure des arts plastiques de Łódź (PWSSP) sur l'ordre du ministère de la Culture. On lui reproche de ne pas respecter la doctrine du réalisme-socialiste.
Il meurt dans la misère fin décembre 1952, avant le dégel politique qui suit la mort de Staline. Il est enterré au Cimetière ancien de Łódź (pl).

### Catégories d'œuvres. Chronologie / images de l'Internet
Ces catégories sont reprises du catalogue du centenaire de sa naissance. Quelques illustrations sont accessibles.
- Peintures
  - Période Russe, 1918-1921 Martwa natura (Nature morte) 1918 : Sur la page Wikiart.org et 26/34 sur la page de la culture Polonaise: Muzeum Sztuki , Cubisme , 1921 : sur la page culturebox.francetvinfo.fr
  - Post-suprématisme, 1923 : Composition Synthétique 1, 1923 et Nature Morte 3, 1923 sur Mick Finch
  - Unisme, 1924-29
  - Compositions architectoniques, 1926-29 : Kompozycja architektoniczna 12c 1929 : Sur la page Wikiart.org
  - Unisme, 1931-34 : Unist Composition 1931, 1932 et 1934 : Sur la page Wikiart.org
  - Compositions abstraites, 1933-34 : Composition, 1934 : sur paddytheque.net Avant-gardes polonaises - Le Cateau-Cambresis, du 2 juillet au 1er octobre 2006
  - Paysages, paysages marins, urbains, 1931-34 :  Pejzaż łódzki et Łódź Landscape 1932, Kompozycja morska. Wenus 1933, Oak 1934 et Pejzaż morski, 2 VII 1934 : Sur la page Wikiart.org
  - Études cubistes, 1924-31 : 10/34 Sur la page Portail de la culture Polonaise: Muzeum Sztuki et Nature Morte', 1931 sur Weranda.pl
  - Images rémanentes, 1948-49 : Pejzaż 1948, Powidok słońca 1949, Rudowłosa 1949 : Sur la page Wikiart.org
  - Réalisme de connaissance, 1949-50 : Żniwiarki 1950 : Sur la page de Wikiart.org, Pejzaż - Kłosy, 1950 r. Sur la page desa.pl
- Dessins
  - Biélorussie ouest, série, 1939 : sur Art Info.pl
  - Déportations, 1940 : 18/34 Portail de la culture Polonaise: Muzeum Sztuki
  - La guerre contre les maisons, série, 1941 :
  - Visages, série, 1942 : sur  Art Info.pl
  - Paysages et Nature mortes, série, 1943-44 :
  - Sans valeur comme la boue II, série, 1943-44 :
  - Mains qui ne sont pas avec nous, série, 1945 :
  - À mes frères les juifs, série, 1945 : Sur la page  Sur la page: The Sticky Spot of Crime - Rethinking Art History in Poland et sur Musée des Beaux Arts Lyon
  - Paysages, paysages marins, urbains, 1946-47 :
  - Réalisme de connaissance, 1949-50 : Ohne Titel, 1950
    - Arts graphiques
    - Arts appliqués
    - Typographie : Couverture pour un livre de Julian Przyboś : Z, 1930 : Sur la page Wikiart.org
    - Textiles : 2 motifs imprimés sur soie: 13/34 : Sur la page de la culture Polonaise: Muzeum Sztuki
    - Formes spatiales (mobilier) et compositions intérieures (décor intérieur) : 1/34, 2/34 , 7/34 et 8/34 : Sur la page Portail de la culture Polonaise: Muzeum Sztuki

## Théorie et pratique artistique

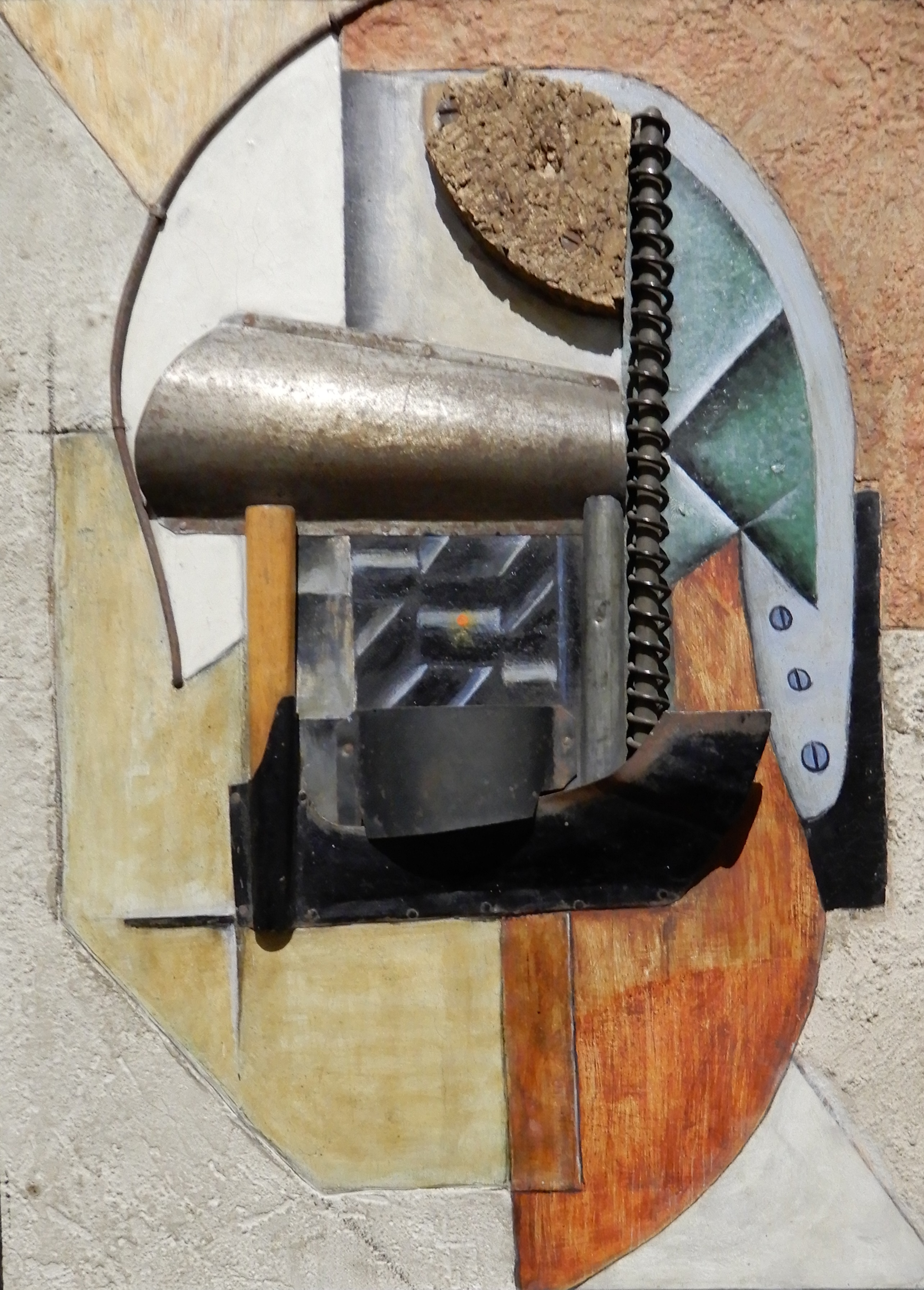
Outils et produits de l'industrie, 1919-1920.

Il commence par des expériences avec des matériaux nouveaux dans l'esprit de Tatline (contre-relief, 1919, outils et produits industriels) et sur la dynamique des formes non-objectives (la « non-objectivité » se veut un concept plus précis que l'« abstraction »). La seule toile proche du suprématisme, qu'on lui connaisse, est le Projet de la gare de Gdynia, de 1923. Mais dans le catalogue de l'exposition Art nouveau à Vilnius en 1923, il écrit : « Je définis l'art comme la création de l'unité des formes organiques, parallèles par leur caractère organique à la nature » et souligne « l'unité des formes avec la surface du tableau ».
Il publie « Unizm w malarstwie » (L'unisme en peinture) (1928) « Kompozycja przestrzeni ». « Obliczanie rytmu czasoprzestrzennego » (Composition de l'étendue. Évaluation du rythme de l'espace-temps) (1930). « Il y formule le principe de l'homogénéité structurelle de l'œuvre d'art et de sa désymbolisation. Il souligne l'importance de l'œuvre et un ordre social universel : l'utopie de Strzemiński est fondée sur la conviction qu'il existe un rythme commun à la perception du monde et aux changements sociaux progressistes ».
Dans « Les aspects de la réalité », publiés en 1936, il aborde la question de la transposition de ce qu'il nomme la « nouvelle vision » : « lors d'une activité visuelle en mouvement qui comporte un grand nombre de coups d'œil » [...] « chaque élément formel vu dans la nature agit sur tous les autres et les transforme. Le mouvement de l'œil [...] s'unit à la forme des éléments vus dans la nature et crée un rythme formel commun »[...]« Il s'agit dans cette nouvelle vision de vaincre l'isolement [des objets] et la différenciation de la forme et de les fondre en un tout optiquement homogène et sans cesse changeant ».
Pratique de peintre. À partir de la fin des années 1920, lors de sa pratique de l'Unisme, il tend à traduire cette homogénéité par les méthodes les plus diverses. Certaines de ses toiles se rapprochent d'un certain monochrome, sur le plan coloré, tandis que la matière picturale est fortement sollicitée par d'innombrables motifs répétitifs et d'échelle progressive. Dans une démarche plus classiquement constructiviste il réalise des Compositions architectoniques « où les ensembles de formes résultent d'un principe mathématique ». Son œuvre s'attache, à partir de la fin des années 1930 et ensuite dans l'après guerre « aux différentes perceptions de la nature ». Il intitule cette série d'après guerre « peinture d'images rémanentes » voire « paysage ». Dans ses montages de photographies et dessins À mes amis les juifs, de 1945, qui relatent la déportation et l'extermination des Juifs, il donne à voir les atrocités de la guerre. Il y juxtapose les détails photographiques détourés à ses dessins au trait qui constituent un réseau de lignes continues, faites de courbes et contre-courbes aux inflexions constantes : le contour de toute forme. C'est ce jeu de tracés qu'il emploie aussi dans ses peintures, intégrant des jeux subtils de couleurs et de textures par nappes à des lignes droites qui traversent l'espace de la toile.

## Postérité
La plus grande collection de peintures de Władysław Strzemiński se trouve au Muzeum Sztuki (en) à Łódź.
En 1987, son nom est donné à l'École nationale supérieure des arts plastiques de Łódź (PWSSP), aujourd'hui ASP Académie Strzemiński des beaux-arts.

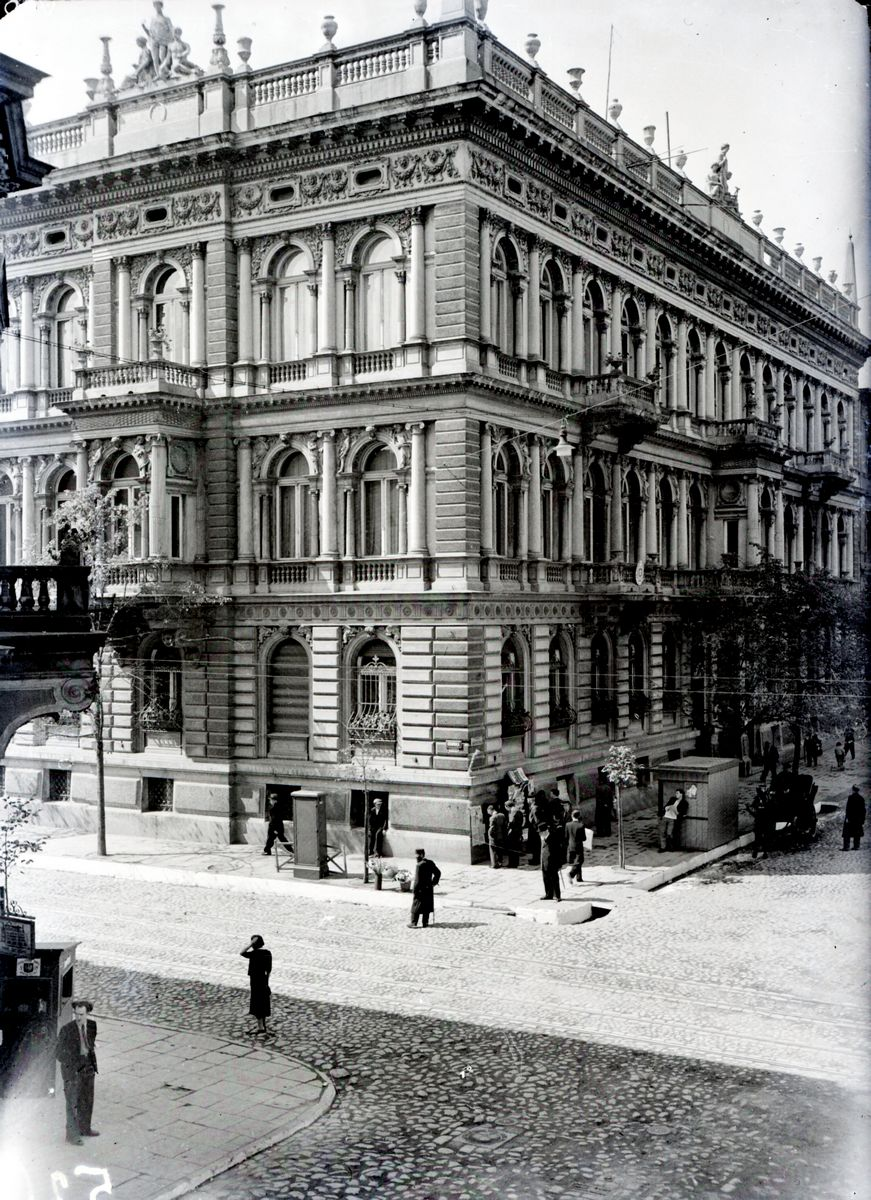
Muzeum Sztuki, 1936[19].
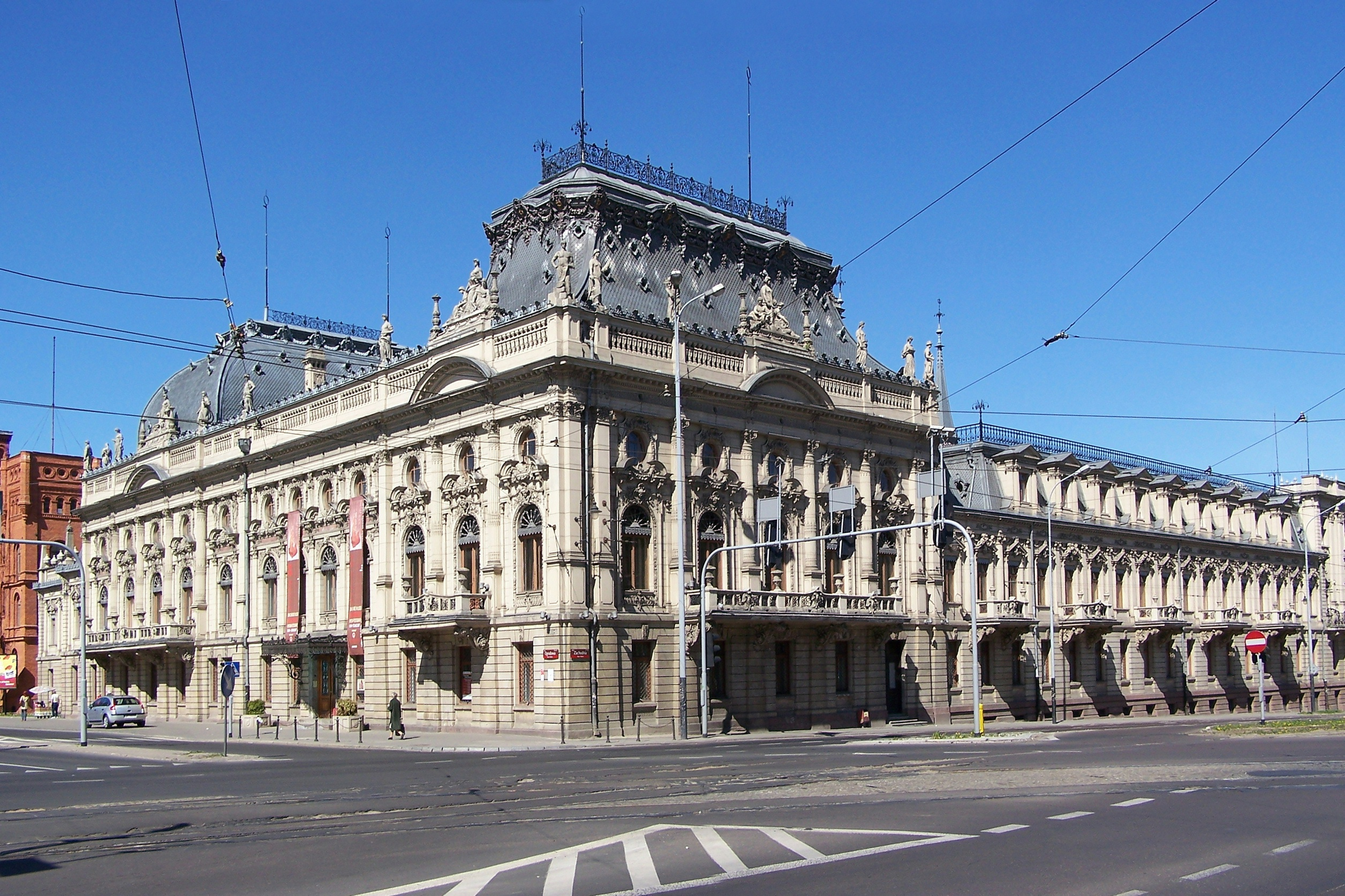
Le musée actuel. Site MS¹
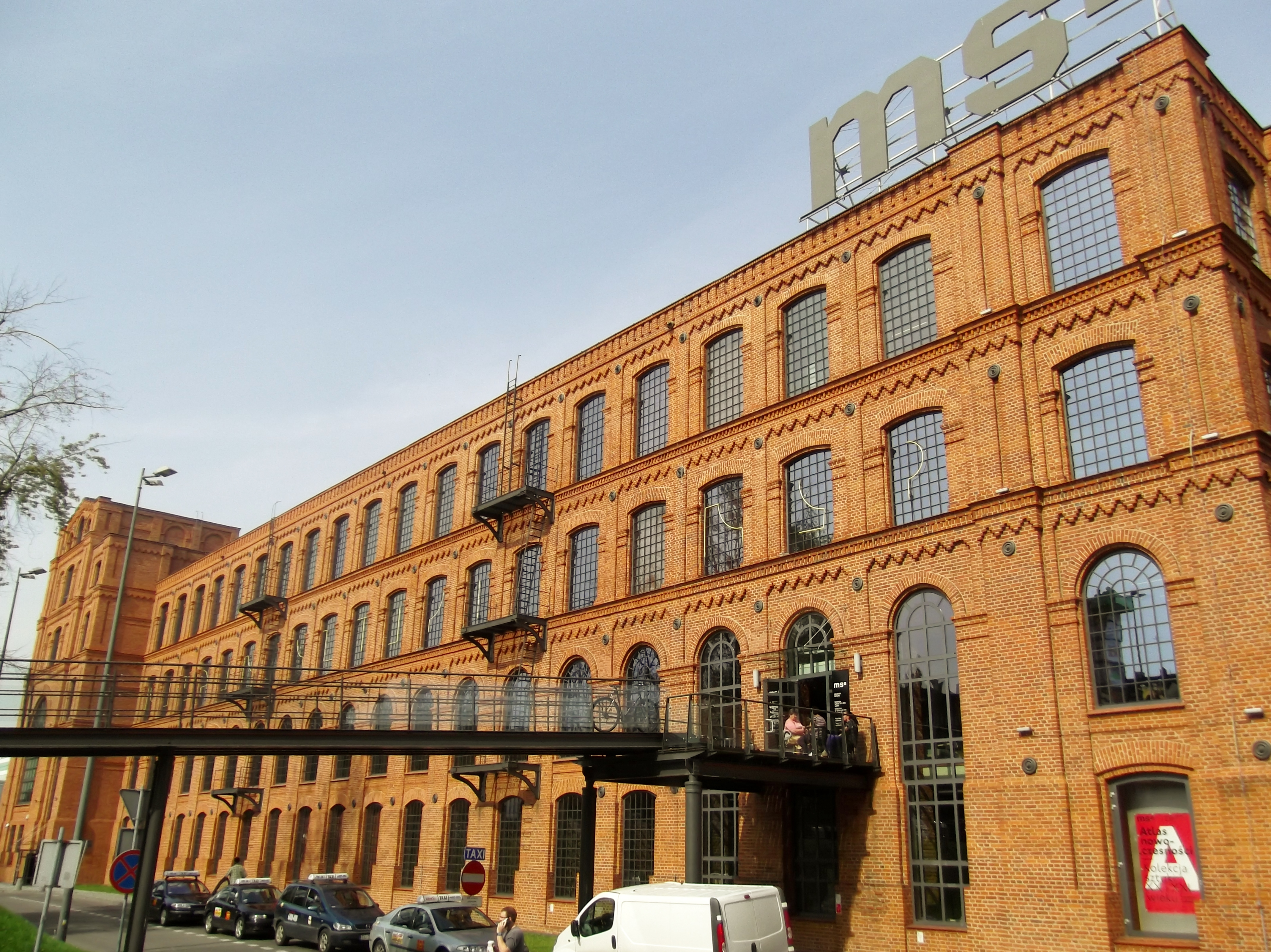
Site MS² du Muzeum Sztuki, ouvert en 2008.
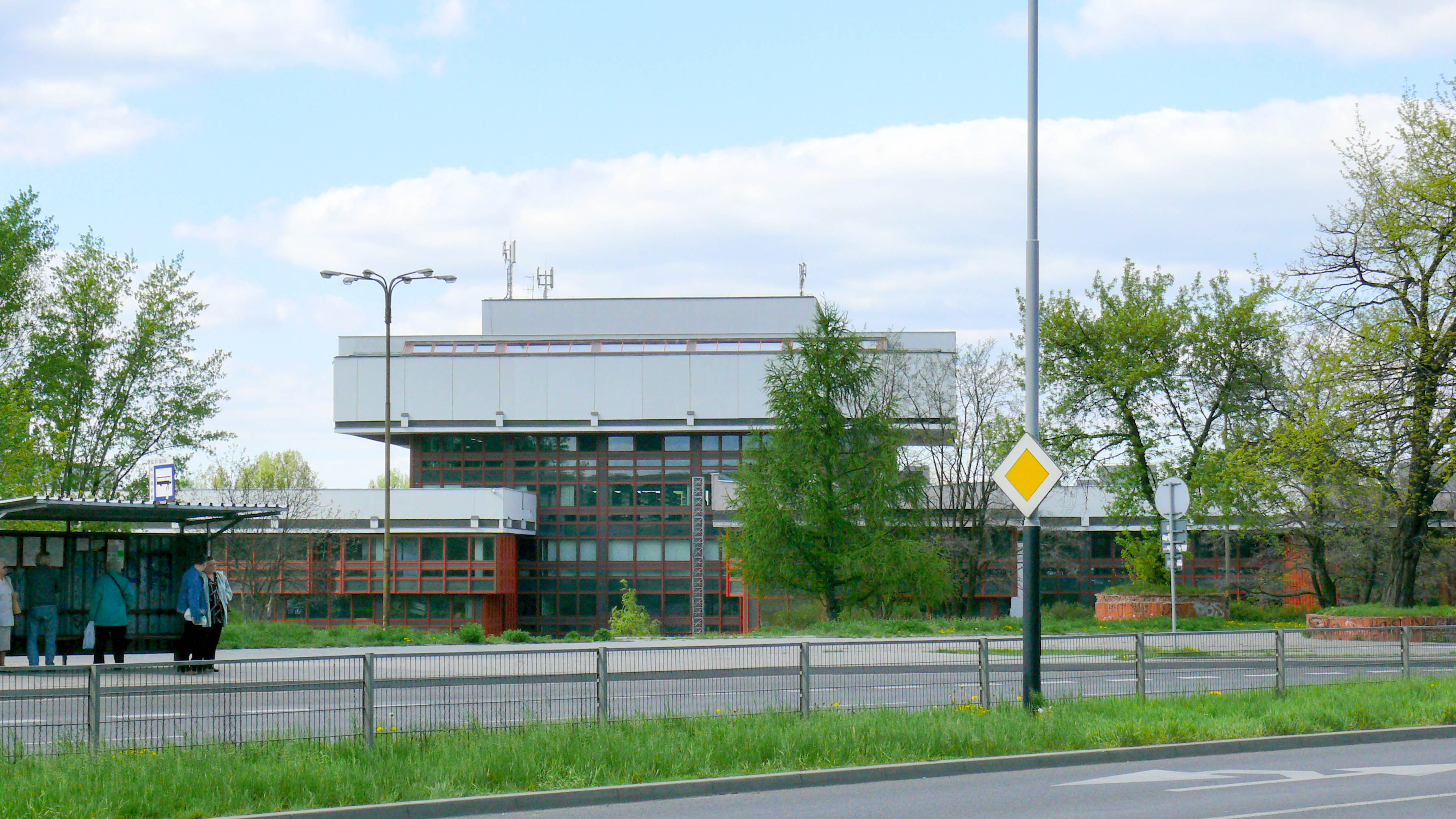
Académie d'Art, Strzeminski, à Lodz[20].
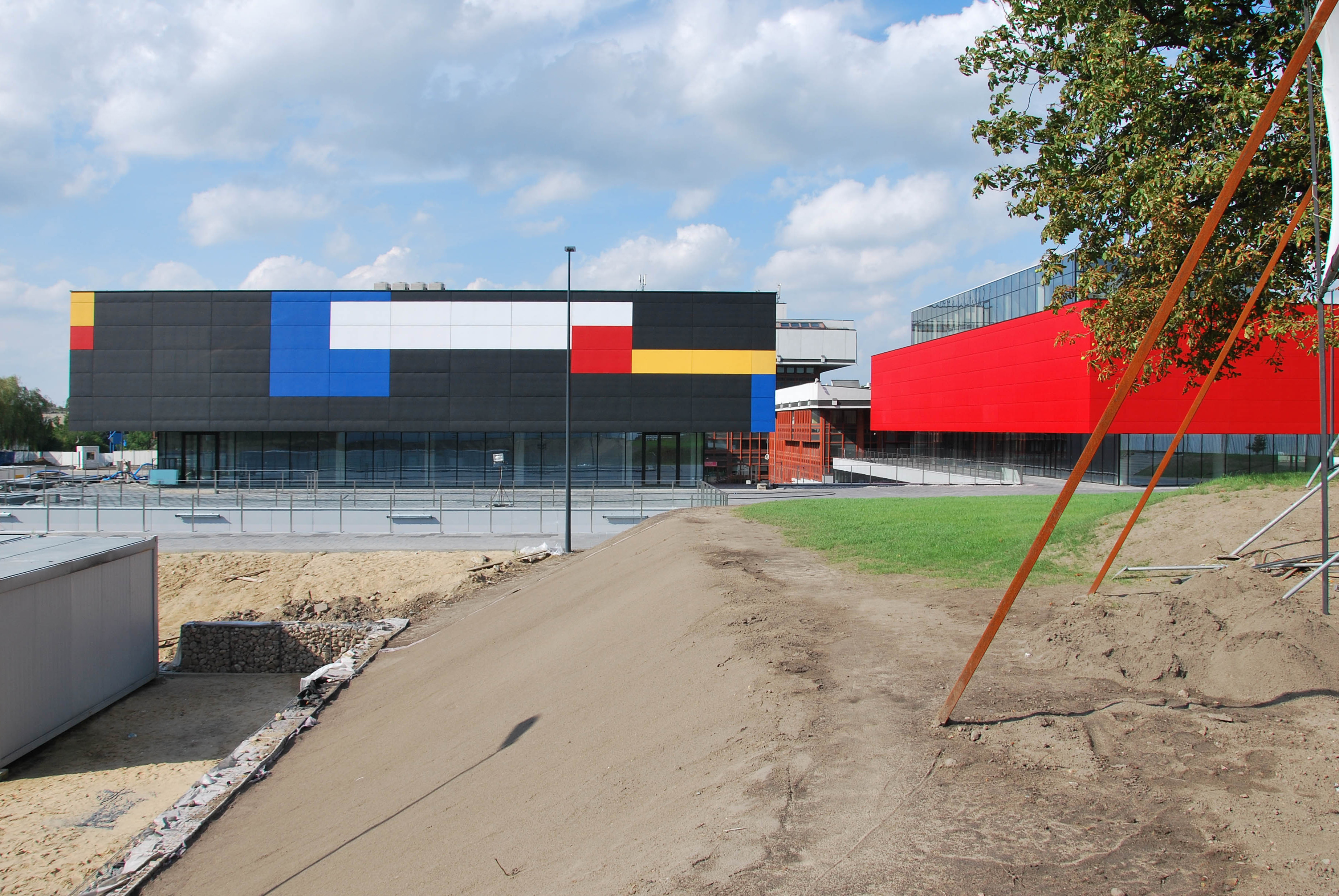
Un autre bâtiment du même ensemble. Août 2012.

## Exposition, Centre Pompidou, Paris 24 octobre 2018 - 14 janvier 2019
C'est l'occasion de rassembler, avec Katarzyna Kobro et Wladyslaw Strzeminski, les artistes polonais les plus proches et le mouvement élargi à ceux des artistes d'avant garde européens qui ont apporté leur soutien à la Sala Neoplastyczna.

### Film 2016 (France, février 2017:Les Fleurs bleues)
- En 2016, Bogusław Linda interprète le rôle de Władysław Strzemiński dans le dernier film d'Andrzej Wajda : Powidoki ; sortie le 22 février 2017 en France, sous le titre Les Fleurs bleues.